# Przełęcz Kłodzka

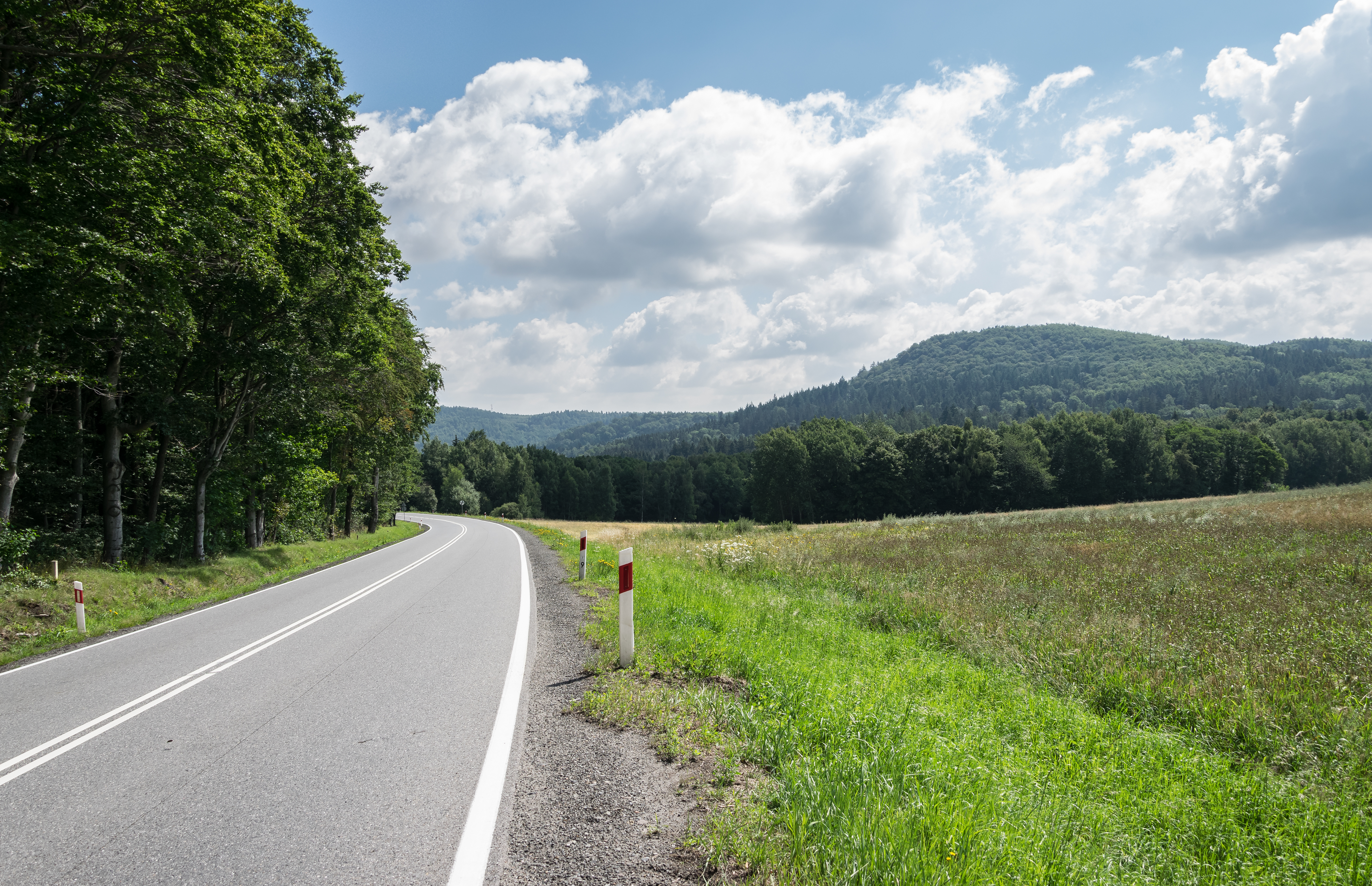
Widok z przełęczy na wschód, po prawej widać Sokolec

Przełęcz Kłodzka (niem. Heinrichswalder Pass, Pass von Neudeck, Neudecker Pass) – przełęcz na wysokości 483 m n.p.m. w południowo-zachodniej Polsce, w Sudetach, między Sudetami Środkowymi a Sudetami Wschodnimi.
Wcześniejsze nazwy przełęczy to: Heinrichswalder Pass, Pass von Neudeck, Neudecker Pass. 

## Charakterystyka
Przełęcz położona jest na wschód od miejscowości Podzamek. Stanowi szerokie odkryte siodło o stromych zboczach i łagodniejszych podejściach, wcinające się między Góry Bardzkie i Góry Złote i oddzielające tym samym Sudety Środkowe od Sudetów Wschodnich. Podłoże przełęczy tworzą górnokarbońskie granodioryty i tonality masywu kłodzko-złotostockiego, pokryte plejstoceńskimi glinami zwałowymi i osadami deluwialnymi. Od południowej strony występuje niewielka soczewka hornfelsów. Ze względu na budowę przełęcz należy do najbardziej interesujących geologicznie miejsc w Sudetach. Obszar w pobliżu przełęczy zajmują łąki i pola uprawne, w górnej części północne skrzydło przełęczy porasta las świerkowy regla dolnego z domieszką drzew liściastych. 
Na przełęczy znajdują się pozostałości po nieczynnej piaskowni. W profilu piaskowni widoczne są trzy horyzonty moreny dennej, podścielonej osadami oraz dwa wały moreny końcowej, z tkwiącymi w niej sjenitowymi głazami. 
Przez przełęcz w okresie zlodowacenia środkowopolskiego do wnętrza Kotliny Kłodzkiej, wtargnął lądolód. Jego ślady są dobrze widoczne, w postaci rozległej terasy kemowej. 
W przeszłości prowadził tędy stary trakt handlowy łączący Czechy ze Śląskiem i Małopolską.
Przełęcz miała znaczenie strategiczne, podczas wojen napoleońskich w kwietniu 1807 o jej opanowanie toczyły się uporczywe walki. W 1846 zbudowano nową drogę, która po modernizacjach służy do dzisiaj. Obecnie droga nr 46 łączy Kłodzko ze Złotym Stokiem i dalej z południową częścią województwa opolskiego, autostradą A4 i drogą krajową nr 94 (E40).

## Turystyka
Przez przełęcz prowadzi szlak turystyczny:
- – niebieski szlak z Barda do Lądka-Zdroju, będący częścią szlaku długodystansowego E3[1].

Rejon przełęczy jest widokowy, a sama przełęcz stanowi punkt widokowy, z której roztacza się panorama ziemi kłodzkiej. Na przełęczy znajduje się przystanek PKS oraz parking. 